# دوم پدرو د آلکانتارا
دوم پدرو د آلکانتارا (به پرتغالی: Dom Pedro de Alcântara) یک منطقهٔ مسکونی در برزیل است که در ریو گرانده جنوبی واقع شده‌است. دوم پدرو د آلکانتارا ۲٬۵۲۷ نفر جمعیت دارد.